# Sixpenny Handley
Sixpenny Handley är en by i civil parish Sixpenny Handley and Pentridge, i Storbritannien. Den ligger i grevskapet Dorset och riksdelen England, i den södra delen av landet, 150 km väster om huvudstaden London. Sixpenny Handley var en civil parish fram till 2015 när blev den en del av Sixpenny Handley & Pentridge. Civil parish hade 1 175 invånare år 2001. Byn nämndes i Domedagsboken (Domesday Book) år 1086, och kallades då Hanlege.